# ناحیه کازینتس‌بارتسیکا
ناحیهٔ کازینتس‌بارتسیکا (به مجاری: Kazincbarcikai járás) یک ناحیه در مجارستان است که در بورشود-آبااوی-زمپلن واقع شده‌است. ناحیهٔ کازینتس‌بارتسیکا ۳۴۱٫۷۰ کیلومتر مربع مساحت و ۶۶٬۴۷۰ نفر جمعیت دارد.